# James Brooke
James Brooke, (29 tháng 4 năm 1803 – 11 tháng 6 năm 1868), là một người Anh sinh trưởng tại lãnh thổ do Công ty Đông Ấn Anh cai trị tại Ấn Độ, ông trở thành Rajah Trắng (vua người da trắng) đầu tiên của Vương quốc Sarawak trên đảo Borneo tại Đông Nam Á.
Sau vài năm theo học tại Anh, ông phục vụ trong Lục quân Bengal, bị thương và giải ngũ. Ông tự sắm thuyền sang Quần đảo Mã Lai nơi ông giúp vua sở tại dẹp yên được giặc nên được bổ nhiệm làm thống đốc xứ Sarawak. Ông có công dẹp nạn hải tặc trong khu vực, rồi lại khôi phục và củng cố vương vị cho sultan của Brunei, sultan phong cho Brooke làm Rajah của Sarawak. Ông tại vị cho đến khi qua đời.
Lúc sinh thời Brooke bị chính giới trong Quốc hội Anh đưa ra nghị luận vì chính sách mạnh tay dẹp thổ phỉ và hải tặc. Nhà chức trách Anh ở Singapore cũng mở cuộc điều tra vì cho là Brooke là kẻ lạm quyền. Tuy nhiên, ông lại được vinh danh tại Luân Đôn vì những đóng góp xây danh dự cho nước Anh. Nhà tự nhiên học Alfred Russel Wallace người từng được Brooke tiếp đón thì không tiếc lời ca ngợi lòng mến khách của Brooke và thành tựu của ông tại Á Đông. Trong những năm cuối đời ông sống lặng lẽ tại Anh.

## Thân thế

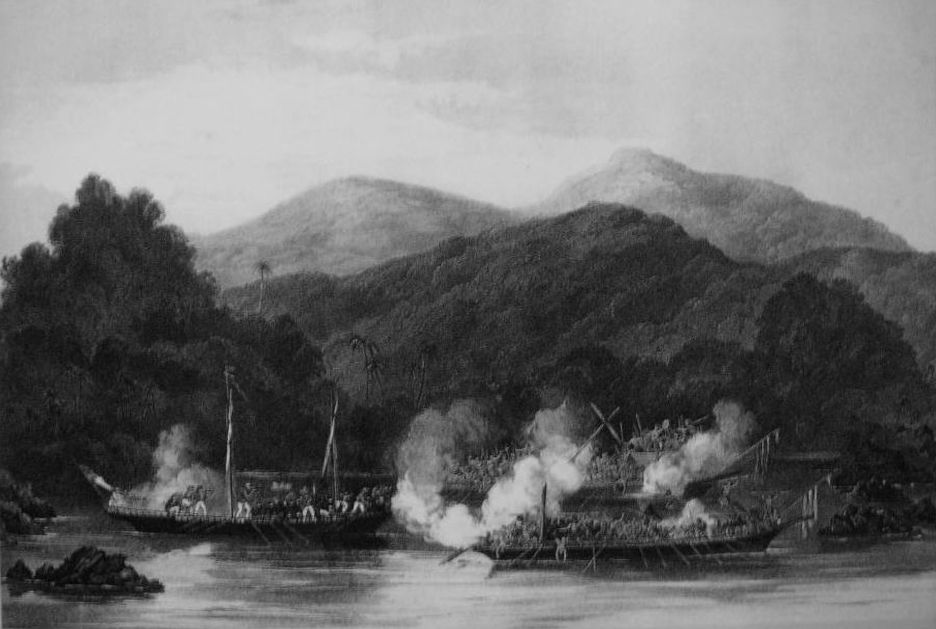
Hải tặc người Illanun tấn công tàu Jolly Bachelor của Brooke, T. Datu, 1843

Brooke sinh tại Bandel, gần Calcutta, tiểu bang Bengal, song được rửa tội tại Secrole, một khu ngoại ô của Varanasi. Cha là Thomas Brooke, làm thẩm phán tòa phúc thẩm người Anh tại Bareilly, Ấn Độ thuộc Anh; mẹ là Anna Maria, quê ở Hertfordshire, con gái của Thượng tá người Scotland tên là William Stuart. Stuart được phong Huân tước Blantyre thứ chín, có tình nhân là Harriott Teasdale, người sinh ra Anna Maria.
Brooke sống với cha mẹ ở Ấn Độ cho đến năm 12 tuổi thì sang Anh theo học một thời gian ngắn tại Trường Norwich, sau học ở nhà ở Bath có thày dạy kèm. Khi sắp đáp thuyền về Ấn Độ năm 1819 thì Brooke mang lon thiếu úy trong Lục quân Bengal của Công ty Đông Ấn Anh. Về tới Ấn Brooke được phái lên Assam trong cuộc Chiến tranh Anh-Miến thứ nhất rồi vì trọng thương năm 1825 nên được đưa về Anh dưỡng bệnh. Năm 1830, ông trở về Madras song quá trễ để tái nhập đơn vị nên từ chức. Ông bèn quành lại Anh sau khi ghé Trung Hoa.

## Sang Brunei
Brooke trước đã bỏ tiền ra buôn bán ở Viễn Đông song không thành công. Năm 1833 nhân thừa kế 30.000 bảng, Brooke mua lại thuyền hai buồm trọng tải 142 tấn mang tên Royalist, rồi tìm đường sang Borneo. Năm 1838 khi đến Kuching vào tháng Tám thì gặp lúc quân phiến loạn nổi lên chống lại Sultan của Brunei. Thấy phong cảnh hợp ý Brooke chọn ở lại Sarawak, cùng lúc lập công giúp vương thúc của sultan là Pangeran Muda Hashim dẹp loạn nên được triều đình Brunei quý trọng. Năm 1841 sultan thưởng công cho Brooke, lập ông làm thống đốc xứ Sarawak.
Brooke rất thành công trong việc trấn áp nạn hải tặc hoành hành vùng duyên hải Sarawak. Tuy nhiên, một số quý tộc Brunei có hiềm tỵ với Brooke nên lập mưu giết hại phe của Muda Hashim. Brooke phải nhờ hải quân Anh can thiệp bằng võ trang phục vị cho sultan.

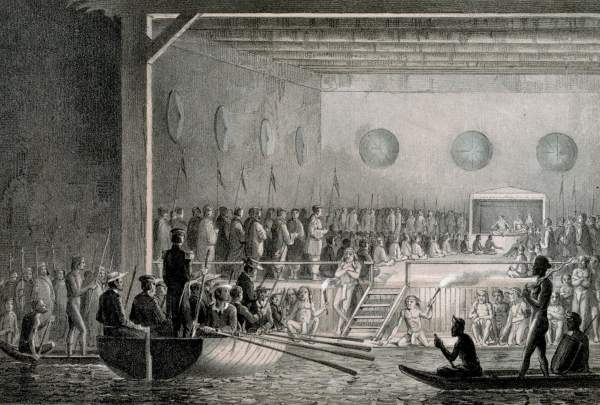
James Brooke đàm phán với Sultan của Brunei, dẫn đến ký kết Hiệp định Labuan giữa Vương quốc Brunei và phái đoàn Anh vào ngày 18 tháng 12 năm 1846 tại vương cung Brunei, theo đó Labuan được nhượng cho Anh Quốc.

Năm 1842, Sultan Omar Ali Saifuddien II giao toàn xứ Sarawak cho Brooke cai trị với tước Rajah, tức vương hiệu của triều đình Brunei.
Vua Brunei để tỏ lòng biết ơn, qua trung gian của Brooke đem cắt đảo Labuan nhường cho Anh năm 1846. Nhà chức trách Anh thì bổ nhiệm Brooke làm thống đốc và tổng tư lệnh của Labuan. Brooke vào thời điểm đó làm quan cho cả hai nước Anh và Brunei.

## Tại nhiệm ở Sarawak
Lúc chấp nhiệm ở Sarawak, Brooke mở cuộc cải cách toàn bộ, sắp xếp lại phép cai trị, chuẩn định luật lệ, và củng cố vương quyền cùng xúc tiến việc đánh dẹp hải tặc. Khi về Anh nghỉ dưỡng năm 1847, ông được trao giải "Freedom of the City" của thành phố London. Triều đình Anh thì bổ Brooke làm tổng lãnh sự Anh tại Borneo và phong tước hiệp sĩ "Knight Commander" của Order of the Bath (KCB).
Trước khi lên tàu trở lại Borneo vào Tháng Tư năm 1853 thì Brooke gặp nhà bác học Alfred Russel Wallace rồi ngỏ lời mời Wallace sang Sarawak. Wallace nhận lời và ròng rã suốt tám năm kế tiếp, Wallace đặt trọng tâm nghiên cứu khoa học tự nhiên vùng quần đảo Mã Lai, khám phá được nhiều sự việc và trở thành nhà bác học lỗi lạc nhất triều Victoria. Brooke cũng có công trong đó vậy.
Vai trò của Brooke trở thành đề tài tranh luận vào năm 1851 khi xuất hiện một số cáo trạng cho rằng Brooke lộng quyền, nhân danh việc việc đánh dẹp thổ phỉ hải tặc mà giết hại người bản địa. Giới chức Anh phải phái người sang Singapore mở cuộc điều tra vào năm 1854 song không tìm thấy chứng cớ gì để buộc tội Brooke cả. Dư luận thì vẫn có lời dị nghị bắt lỗi Brooke. Brooke thì cảm thấy bực bội, thu xếp giấy tờ để trình ra bằng chứng cho ủy ban điều tra và biện minh cho chính mình.
Trong thời gian cai trị Sarawak, Brooke phải đối diện với cuộc nổi loạn của thổ dân do Sharif Masahor và Rentap cầm đầu. Loạn thợ mỏ của người Hoa năm 1857 cũng gây khó khăn nhưng rồi cũng bị dẹp.

## Qua đời

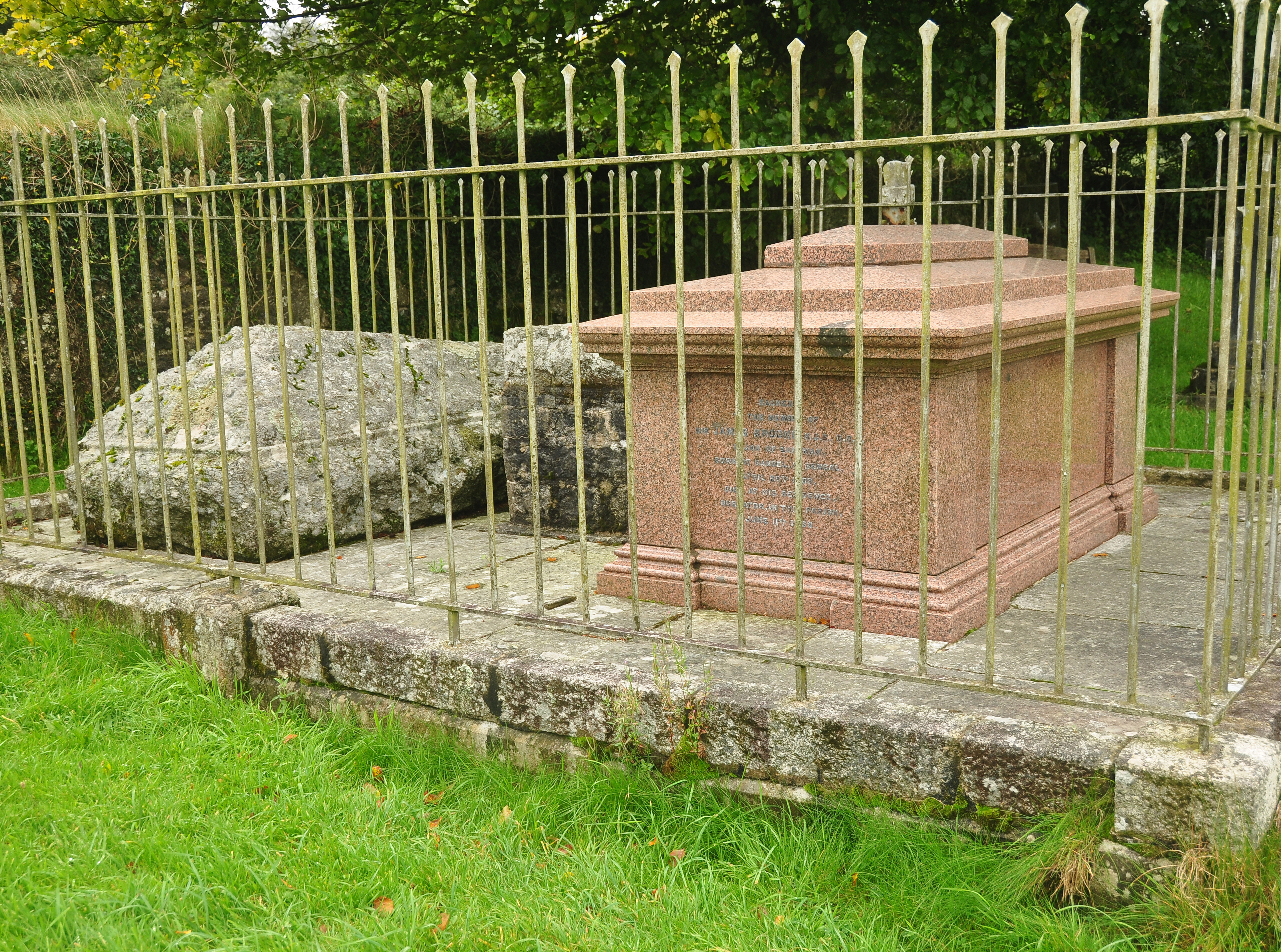
Mộ James Brooke tại nghĩa địa Sheepstor

Brooke cai trị Sarawak cho đến khi ông mất vào năm 1868, sau ba cú đột quỵ trong mười năm. Toàn bộ ba Rajah Trắng được an táng tại Nhà thờ St Leonard tại làng Sheepstor thuộc Dartmoor.
Ông không có con chính thống, năm 1861 ông chính thức chỉ định con trai của chị gái là Thuyền trưởng John Brooke Johnson-Brooke làm người thừa kế. Hai năm sau, Rajah phản ứng trước chỉ trích bằng cách trở về phương đông: sau một cuộc gặp ngắn tại Singapore, John bị phế truất và trục xuất khỏi Sarawak. James còn bị buộc tội mưu phản, sau đó em trai của John là Charles Anthoni Johnson Brooke trở thành người thừa kế.

## Sinh hoạt cá nhân

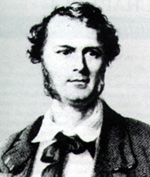
James Brooke

Brooke chịu ảnh hưởng từ thành công của các nhà phiêu lưu người Anh trước đó và kỳ tích của Công ty Đông Ấn Anh. Các hành động của ông tại Sarawak nhằm bành trước Đế quốc Anh cũng như giúp ích cho sự thống trị của nó, giúp đỡ cư dân bản địa chống hải tặc và chế độ nô lệ, và đảm bảo thịnh vượng cá nhân. Năng lực của ông và những người kế vị giúp Sarawak có hàng ngũ lãnh đạo ưu tú và thịnh vượng trong các thời điểm khó khăn, kết quả là cả danh tiếng và tai tiếng. Ông được Sultan bổ nhiệm làm Rajah, tiếp đến được phong hiệp sĩ, cho thấy các nỗ lực của ông được hoan nghênh phổ biến trong xã hội Sarawak cũng như Anh.
Trong các mối quan hệ đồn thổi của ông, có mối quan hệ với một lãnh chúa Sarawak tên là Badruddin, ông từng viết "tình yêu của tôi cho ông ấy sâu nặng hơn bất kỳ ai tôi biết." Sự diễn đạt này khiến một số người cho rằng ông là người đồng tính luyến ái hoặc song tính luyến ái. Đến năm 1848, Brooke bị cho là hình thành quan hệ với Charles T. C. Grant 16 tuổi, cháu nội của Bá tước xứ Elgin thứ bảy, người này được cho là 'đáp lại'. Một trong các nhà tiểu sử gần đây về Brooke viết rằng do Brooke dành những năm cuối đời tại Burrator thuộc Devon "có chút nghi ngờ... ông dính vào nhục dục đồng tính nam tại Totnes.". Những người khác đề xuất rằng Brooke đáng ra là "đồng tính xã hội" và đơn thuần là thích bầu bạn xã hội với người đàn ông khác và không đồng ý với khẳng định ông là người đồng tính luyến ái.
Mặc dù ông chưa từng kết hôn, ông thừa nhận có một con trai, song không rõ nhận dạng của mẹ đứa trẻ hay ngày sinh đứa trẻ. Đứa con này được nuôi dưỡng với tên Reuben G. Walker trong ngôi nhà tại Brighton của Frances Walker (theo điều tra nhân khẩu năm 1841 và 1851, có vẻ sinh khoảng năm 1836). Đến năm 1858, ông nhận thức được liên hệ với gia tộc Brooke và đến năm 1871 trong điều tra nhân khẩu tại giáo xứ Plumtree, Nottinghamshire ông được ghi là "George Brooke", tuổi "40", nơi sinh "Sarawak, Borneo". Ông kết hôn (năm 1862) và có bảy con, ba người con sống qua tuổi vị thành niên. George qua đời khi đang đi đến Úc, do tàu SS British Admiral bị đắm vào ngày 23 tháng 5 năm 1874. Một bia kỷ niệm ghi năm sinh là 1834 được đặt trong nghĩa địa tại Plumtree.
James Brooke là người rất hâm mộ các tiểu thuyết của Jane Austen, và có thể đọc đi đọc lại chúng, kể cả đọc lớn tiếng với bạn đồng hành tại Sarawak.

## Hư cấu
Tường thuật tiểu thuyết hóa về kỳ tích của Brooke tại Sarawak có trong Kalimantaan của C. S. Godshalk và The White Rajah của Nicholas Monsarrat. Một sách của Tom Williams cũng mang tên The White Rajah được JMS Books xuất bản vào năm 2010. Brooke cũng xuất hiện trong Flashman's Lady, sách thứ sáu trong loạt tiểu thuyết The Flashman Papers của George MacDonald Fraser; và trong Sandokan: The Pirates of Malaysia (I pirati della Malesia), tiểu thuyết thứ nhì của loạt Sandokan của Emilio Salgari.
Brooke cũng là một hình mẫu cho anh hùng trong tiểu thuyết Lord Jim của Joseph Conrad, và ông được đề cập ngắn ngủi trong truyện ngắn "The Man Who Would Be King" của Kipling.
Charles Kingsley dành riêng tuyết thuyết Westward Ho! (1855) cho Brooke.
Errol Flynn có ý định đóng vai chính trong một phim về cuộc đời của Brooke mang tên The White Rajah cho Warner Bros., dựa trên kịch bản của chính Flynn. Mặc dù dự án được công bố song chưa bao giờ thực hiện.

## Vinh danh
- KCB: Knight Commander of the Order of the Bath, 1848

Một số loài hoa được đặt theo họ Brooke
- Rhododendron brookeanum, một loài thực vật có hoa được Hugh Low và John Lindley đặt tên,[20] now included in Rhododendron javanicum
- Cây nắp ấm Rajah Brooke (Nepenthes rajah), do Joseph Dalton Hooker đặt
- Bướm Rajah Brooke (Trogonoptera brookiana), do Alfred R. Wallace đặt

Năm 1857, làng bản địa Newash tại Quận Grey, Ontario, Canada được đổi tên thành Brooke và thị trấn lân cận được đặt tên là Sarawak bởi William Coutts Keppel (Tử tước xứ Bury, sau là Bá tước xứ Albemarle) là Giám sát viên sự vụ người da đỏ tại Canada. James Brooke là bạn thân của chú của Tử tước xứ Viscount Bur, Henry Keppel; họ gặp nhau vào năm 1843 khi chiến đấu với hải tặc ngoài khơi Borneo.
Khu tự quản Brooke's Point trên đảo Palawan, Philippines được đặt theo họ của ông. Cả Hải đăng Brooke và Hải cảng Brooke là các cảnh quan lịch sử tại Brooke’s Point được cho là được James Brooke xây dựng. Ngày nay, do xói lở và chuyển động liên tục của thủy triều, chỉ còn lại một vài hòn đá tại cảng. Tàn tích của hải đăng vẫn trông thấy được, song khu vực nay có một hải đăng mới.